# Blake Aldridge
Blake Aldridge (Lambeth, 4 agosto 1982) è un tuffatore britannico.

## Biografia
Nel 2008 ha concorso con Tom Daley per la Coppa del Mondo di tuffi di Pechino vincendo la medaglia bronzo nel trampolino 3 m sincro, che gli ha permesso di qualificarsi ai Giochi olimpici estivi.
Ha partecipato ai Giochi Olimpici di Pechino 2008, classificandosi 8º nella specialità della piattaforma 10 metri sincro con il compagno di squadra Tom Daley, allora quattordicenne. È rimasto successivamente ferito nel corso di una rissa in un nightclub, per la qual cosa Daley ha annunciato il cambio del partner, con la scelta che è ricaduta su Max Brick.
In seguito si è dedicato ai tuffi dalle grandi altezze, gareggiando in quattro edizioni dei mondiali di nuoto: Barcellona 2013, dove si è classificato decimo, Kazan' 2015, in cui non ha ultimato la gara, Budapest 2017, dove è giunto nono, e di Gwangju 2019, in cui ha concluso al ventesimo posto.

## Palmarès
- Coppa del Mondo di tuffi

Pechino 2008: bronzo nella piattaforma m sincro